# Kampfgeschwader 252
Das Kampfgeschwader 252 war ein Verband der Luftwaffe der Wehrmacht vor dem Zweiten Weltkrieg. Als Kampfgeschwader, ausgestattet mit Bombern, vom Typ Dornier Do 17 bildete es Bomberbesatzungen aus für Luftangriffe mit Bomben. Es wurde am 1. Mai 1939 in Kampfgeschwader 2 umbenannt.

## Aufstellung
Der Geschwaderstab und die I. Gruppe entstanden im Rahmen der Aufrüstung der Luftwaffe am 1. April 1938 auf dem Fliegerhorst Cottbus (Lage). Aus der ehemaligen IV. Gruppe des Kampfgeschwaders 153 in Liegnitz (Lage) wurde durch Umbenennung die II. Gruppe. Das Geschwader war mit der Dornier Do 17 ausgestattet.

## Gliederung
Der Geschwaderstab führte die I. bis II. Gruppe die wiederum in Staffeln unterteilt waren. Die 1. bis 3. Staffel gehörte der I. Gruppe und die 4. bis 6. Staffel der II. Gruppe an.

## Kommandeure

### Geschwaderkommodore
| Dienstgrad | Name          | Zeit                             |
| ---------- | ------------- | -------------------------------- |
| Oberst     | Johannes Fink | 1. November 1938 bis 1. Mai 1939 |

### Gruppenkommandeure
I. Gruppe
- Major Werner Krahl, 1. November 1938 bis 1. Mai 1939[4]

II. Gruppe
- Oberst Bernhard Georgi, 1. November 1938 bis 28. Februar 1939[5]
- Oberstleutnant Paul Weitkus, 1. März 1939 bis 1. Mai 1939[6]